# Charles Marie Napoléon de Beaufort d'Hautpoul
Pour les articles homonymes, voir Beaufort et Hautpoul.
Charles Marie Napoléon de Beaufort d'Hautpoul, né le 9 novembre 1804 à Salerne, royaume de Naples et mort le 18 mai 1890 à Paris, est un général français.

## Biographie

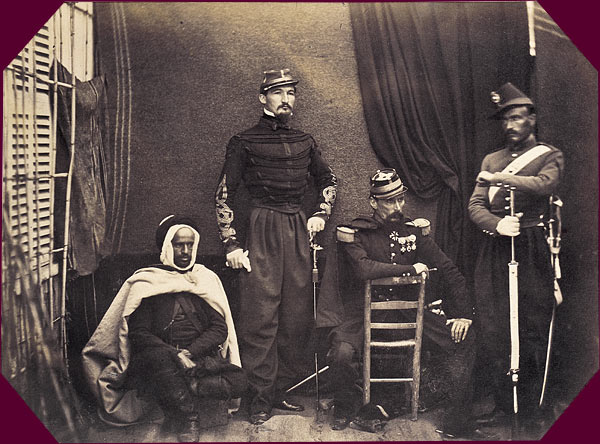
Le général de brigade de Beaufort d'Hautpoul (assis), commandant de la subdivision de Tlemcen dans la province d'Oran. Debout: le capitaine Pierre Séguier. Aux alentours de 1856.

Fils d'Agnès Louise Catherine de Budé et d'Édouard Brandoin de Ballaguier, marquis de Beaufort d'Hautpoul, colonel du génie.
Élève de l'École militaire de Saint-Cyr (État-major), il a fait la campagne de Morée. En 1830, il fait partie de l’expédition d’Alger, comme aide de camp du général Valazé. De 1834 à 1837, il fut chargé par le maréchal Soult de missions en Égypte et en Syrie et devint alors aide de camp de Soliman Pacha. Attaché à l’ambassade de France en  Perse, il visita toute l’Asie mineure, puis remplit une nouvelle mission en Égypte. Aide de camp du duc d’Aumale, il servit en Algérie jusqu’en 1848, y gagna les grades de chef d’escadron et de lieutenant-colonel. Il était à la prise de la smala.
Rappelé à Paris par le général Cavaignac, il revint en 1849 en Algérie où il fut pendant cinq ans chef d’état-major du général Pélissier dans la province d’Oran. Colonel en 1850, général de brigade le 1er janvier 1851, il dirigea plusieurs expéditions contre le Maroc et commanda les subdivisions de Mostaganem et de Tlemcen. Il réprima les tribus Aït-Iznassen.
Rentré en France en 1858, il commanda le département de l’Yonne et devint en 1859 chef d’état-major du 5e corps d’armée. En avril 1860, il fut chargé de la délimitation de la nouvelle frontière savoisienne, il fut promu général de division le 14 août.

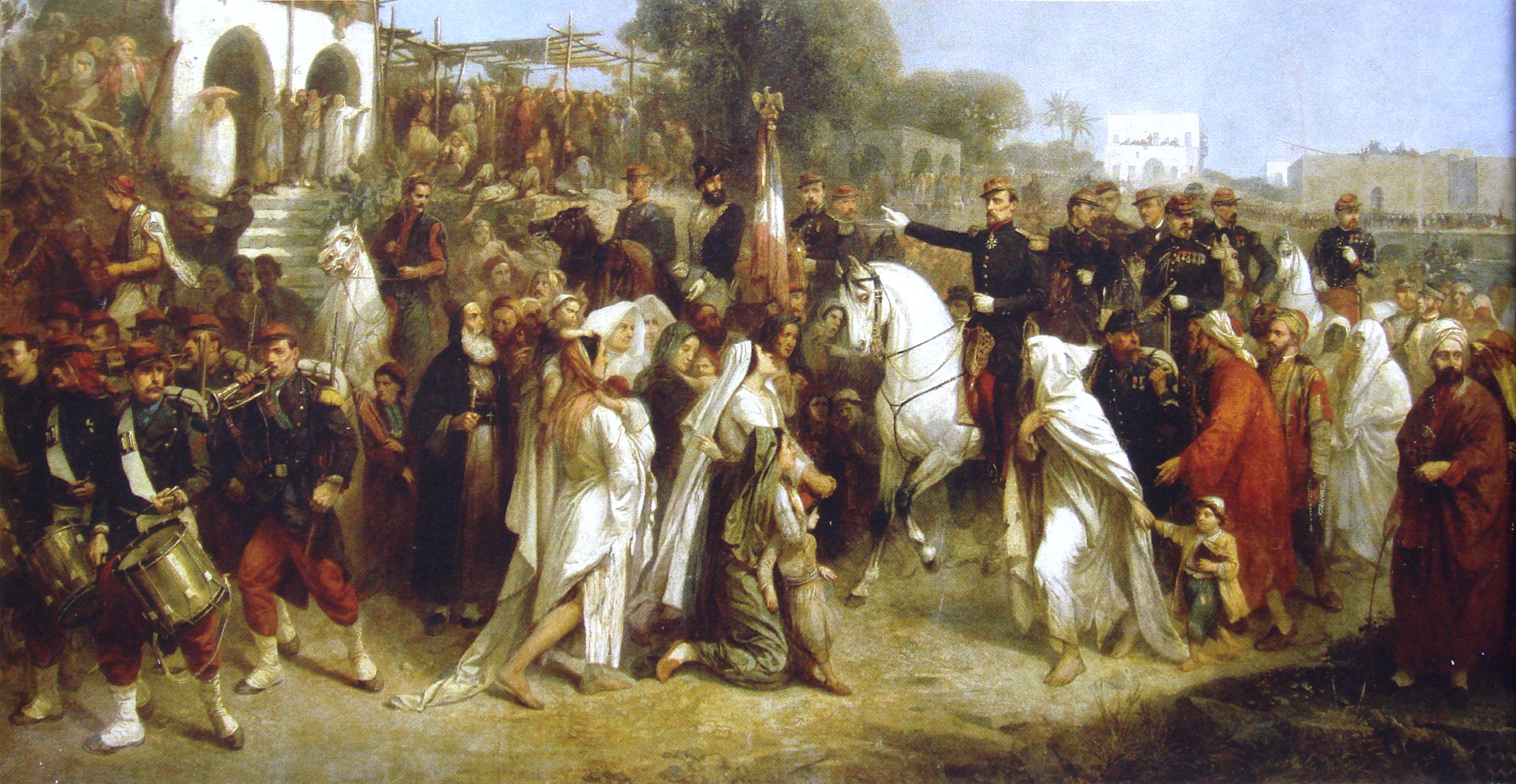
Expédition française en Syrie dirigée par le général de Beaufort d'Hautpoul, débarquement à Beyrouth le 16 août 1860.

En 1860, il commande l'expédition française en Syrie de 6 000 hommes, ordonnée par Napoléon III à la suite des événements de Damas de la même année.
Membre du Comité d'état-major. Il reprendra du service en 1870 comme chef de l'état major de l'armée de Paris. Un temps adjoint à Jules Favre pour les pourparlers de paix avec la Prusse, il en fut évincé par celui-ci, pour avoir demandé des cartes françaises d'état-major au lieu des cartes prussiennes d'état-major ce que Bismarck prit pour une insulte.

## Distinctions
Ordre de la Légion d'honneur
- Chevalier 20/04/1831
- Officier 19/02/1841
- Commandeur 16/06/1856
- Grand officier 14/08/1865

Autres décorations
- Médaille coloniale
- Médaille de Syrie

## Sources
- Narcisse Faucon, Le Livre d'or de l'Algérie, Challamel et Cie Éditeurs, Librairie algérienne et coloniale, 1889.
- Dossier de Légion d'honneur du général Beaufort d'Hautpoul
- Annuaires militaires[réf. incomplète]